# Rauhivka
Rauhivka (în ucraineană Раухівка) este o așezare de tip urban din raionul Berezivka, regiunea Odesa, Ucraina. În afara localității principale, nu cuprinde și alte sate.

## Demografie
Componența lingvistică a așezării de tip urban Rauhivka
     Ucraineană (64,85%)
     Rusă (31,74%)
     Română (1,07%)
     Alte limbi (0,89%)
Conform recensământului din 2001, majoritatea populației așezării de tip urban Rauhivka era vorbitoare de ucraineană (64,85%), existând în minoritate și vorbitori de rusă (31,74%) și română (1,07%).